# Karin Ådahl
Karin Ådahl, född Melander 1942 i Leksands församling, är en svensk docent och forskare med inriktning på Främre Orientens islamiska kultur. Hon blev filosofie doktor i konstvetenskap i Uppsala 1981 och docent 1990.
Ådahl var direktör för Svenska forskningsinstitutet i Istanbul mellan 2003 och 2008.
Karin Ådahl doktorerade vid Uppsala universitet med en avhandling om persiskt miniatyrmåleri, A Khamsa of Nizami of 1439. Origin of the miniatures - a presentation and analysis.

## Priser och utmärkelser
- 2017: Hans Majestät Konungens medalj av 8:e storleken i Serafimerordens band 2017.[2]